# (2393) Suzuki
(2393) Suzuki es un asteroide que forma parte del cinturón exterior de asteroides y fue descubierto por Margueritte Laugier desde el Observatorio de Niza, Francia, el 17 de noviembre de 1955.

## Designación y nombre
Suzuki se designó inicialmente como 1955 WB.
Más tarde fue nombrado en honor del astrónomo japonés Keishin Suzuki.

## Características orbitales
Suzuki orbita a una distancia media de 3,236 ua del Sol, pudiendo acercarse hasta 2,623 ua y alejarse hasta 3,849 ua. Tiene una inclinación orbital de 10,21° y una excentricidad de 0,1895. Emplea 2126 días en completar una órbita alrededor del Sol.